# Evalljapyx leechi
Evalljapyx leechi är en urinsektsart som beskrevs av Smith 1960. Evalljapyx leechi ingår i släktet Evalljapyx och familjen Japygidae. Inga underarter finns listade i Catalogue of Life.